# The Vanguard Group
The Vanguard Group, Inc. este o companie americană de consultanță în investiții, înființată pe 1 mai 1975 și cu sediul în Malvern, Pennsylvania⁠(d). La data de septembrie 2024, gestionând aproximativ 10,1 trilioane de dolari în active globale, Vanguard este cel mai mare furnizor de fonduri mutuale și al doilea cel mai mare furnizor de fonduri tranzacționate la bursă (ETF-uri) din lume, după IShares⁠(d) de la BlackRock. Pe lângă fondurile mutuale și ETF-uri, Vanguard oferă servicii de brokeraj, conturi educaționale, planificare financiară, administrarea activelor și servicii de fideicomis. Mai multe dintre fondurile mutuale gestionate de Vanguard se află printre cele mai mari din SUA, în funcție de activele gestionate. Împreună cu BlackRock și State Street⁠(d), Vanguard este considerată una dintre cele trei mari firme de administrare a fondurilor de indici, având un rol important în investițiile de retail.
Fondatorul și fostul președinte, John C. Bogle⁠(d), este creditat cu crearea primului fond de indici destinat investitorilor individuali și a fost un susținător al investițiilor cu costuri reduse pentru persoane fizice, deși Rex Sinquefield⁠(d) este, de asemenea, considerat responsabil pentru deschiderea primului fond de indici public, cu câțiva ani înainte de Bogle.
Vanguard este deținută de fondurile gestionate de companie, ceea ce înseamnă că este deținută de proprii săi clienți. Firma funcționează sub un model unic de companie mutuală, ceea ce înseamnă că nu are acționari externi. Toate profiturile sunt reinvestite pentru a beneficia exclusiv investitorii fondurilor gestionate. Această structură o diferențiază semnificativ de alte firme financiare, care sunt conduse pentru a maximiza profitul acționarilor lor. Vanguard oferă două clase de acțiuni pentru majoritatea fondurilor sale: acțiuni pentru investitori și acțiuni amiral. Acțiunile amiral au un raport de cheltuieli mai scăzut, dar necesită o investiție minimă mai mare, adesea între 3.000 și 100.000 de dolari pe fond. Sediul central al Vanguard se află în Malvern, un suburbiu al orașului Philadelphia, iar compania deține birouri satelit în Charlotte, Carolina de Nord, Dallas, Texas, Washington DC și Scottsdale, Arizona, precum și în Canada, Australia, Asia și Europa.

## Istoric

### Formare

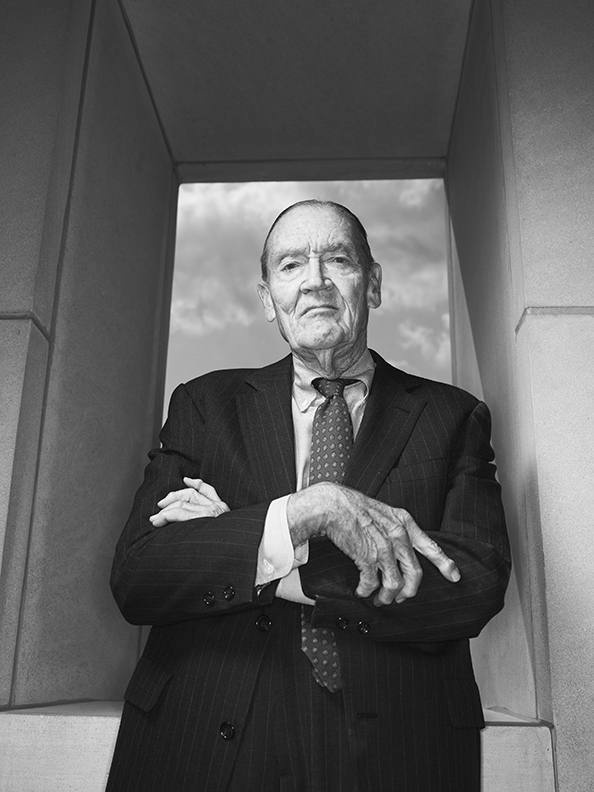
Poza cu John C. Bogle la sfârșitul carierei sale

În 1951, pentru teza sa de licență la Universitatea Princeton, John C. Bogle a realizat un studiu în care a descoperit că majoritatea fondurilor mutuale nu obțineau randamente mai mari decât indicii pieței de acțiuni. Chiar și atunci când acțiunile din fonduri depășeau indicele de referință, taxele de administrare reduceau randamentele investitorilor sub nivelul acestuia.
Imediat după absolvirea Universității Princeton în 1951, Bogle a fost angajat de Wellington Management Company, o firmă globală de administrare a activelor, care oferă servicii instituționale și individuale de investiții. În 1966, a realizat o fuziune cu un grup de gestionare a fondurilor din Boston, devenind președinte în 1967 și CEO în 1970. Totuși, fuziunea a avut un final nefericit, iar Bogle a fost concediat în 1974. Bogle a comentat despre concedierea sa: „Partea bună a acelei greșeli, care a fost rușinoasă și de neacceptat, o reflexie a imaturității și încrederii dincolo de ceea ce faptele justificau, a fost că am învățat multe. Și dacă nu aș fi fost concediat atunci, nu ar fi existat Vanguard.”
Bogle a organizat lansarea unei noi divizii de fonduri la Wellington, pe care a numit-o Vanguard, inspirându-se de la nava amiral a lui Horatio Nelson de la bătălia navală de la Abukir, HMS Vanguard⁠(en)[traduceți]. Bogle a ales acest nume după ce un dealer de printuri antice i-a lăsat o carte despre realizările navale ale Marii Britanii, în care apărea HMS Vanguard, nava emblematică a lui Nelson. Executivii de la Wellington s-au arătat inițial reticenți față de acest nume, dar l-au aprobat cu greu, după ce Bogle a menționat că fondurile Vanguard ar urma să fie listate alfabetic lângă Wellington Funds.

### Creșterea companiei
Executivii de la Wellington au interzis fondului să se implice în servicii de consultanță sau gestionare a fondurilor. Bogle a văzut aceasta ca pe o oportunitate de a înființa un fond pasiv legat de performanța indicelui S&P 500, stabilit în 1957. Bogle a fost, de asemenea, inspirat de Paul Samuelson, economist și laureat al Premiului Nobel pentru Științe Economice, care a scris într-un articol din august 1976 în Newsweek că investitorii de retail aveau nevoie de o oportunitate de a investi în indici bursieri, precum S&P 500.
În 1976, după ce a obținut aprobarea consiliului de administrație al Wellington, Bogle a înființat First Index Investment Trust (acum cunoscut sub denumirea de Vanguard 500 Index Fund), unul dintre primele fonduri pasive de indici, oferind investitorilor o metodă accesibilă și ieftină de a investi într-un indice larg al pieței. Acesta a fost precedat de câteva alte fonduri similare (de exemplu, Batterymarch Financial Management al lui Jeremy Grantham⁠(d) din Boston și fonduri de indici gestionate de Rex Sinquefield⁠(d) la American National Bank din Chicago și John "Mac" McQuown la banca Wells Fargo în San Francisco).
Indexul S&P 500 al lui Bogle a strâns 11 milioane de dolari în oferta publică inițială (IPO), mult sub estimările de 150 de milioane de dolari. Băncile care gestionau oferta au sugerat ca Bogle să anuleze fondul din cauza primirii slabe, însă Bogle a refuzat. La acea vreme, Vanguard avea doar trei angajați: Bogle și doi analiști. Creșterea activelor în primii ani a fost lentă, parțial din cauza faptului că fondul nu plătea comisioane brokerilor care îl vindeau, o practică neobișnuită. Într-un an, fondul a crescut la 17 milioane de dolari în active, însă unul dintre fondurile Wellington pe care Vanguard îl administra a fost fuzionat cu un alt fond, iar Bogle a convins Wellington să-l integreze cu fondul Index. Aceasta a ridicat activele la aproape 100 de milioane de dolari.
Creșterea activelor s-a accelerat după 1982, odată cu începutul unui ciclu favorabil al pieței, iar modelul de indexare a devenit mai popular și în alte companii. Totuși, aceste fonduri copiate nu au avut succes, deoarece percepeau taxe mai mari, ceea ce contravenea scopului fondurilor de indici. În noiembrie 1984, Vanguard a lansat fondul Vanguard Primecap în colaborare cu Primecap⁠(d), o firmă de gestionare a fondurilor cunoscută pentru abordarea sa activă în investiții. În decembrie 1986, Vanguard a lansat al doilea său fond mutual, Total Bond Fund, un fond de indici pe obligațiuni, primul fond de acest tip oferit investitorilor individuali. O critică anterioară la adresa primului fond Index a fost că era exclusiv un fond de indici pe S&P 500. În decembrie 1987, Vanguard a lansat al treilea său fond, Vanguard Extended Market Index Fund, care acoperea întreaga piață de acțiuni, cu excepția S&P 500. În următorii cinci ani, au fost lansate alte fonduri, inclusiv unul pentru companiile mici, unul indexat pe piața de acțiuni internațională și un fond pentru întreaga piață de acțiuni. În anii 1990, Vanguard a continuat să lanseze fonduri noi, iar mai multe dintre fondurile sale, inclusiv fondul S&P 500 și fondul pentru întreaga piață de acțiuni, au devenit printre cele mai mari din lume. În această perioadă, Vanguard a devenit cea mai mare companie de fonduri mutuale din lume. Investitorul notabil John Neff⁠(d) s-a pensionat în 1995, după o carieră de 30 de ani în care fondul său a înregistrat randamente mai mari decât cele ale indicelui S&P 500 cu o medie de 300 de puncte de bază (3%) pe an.

### Impactul asupra mediului
În martie 2021, Vanguard s-a alăturat unui grup de peste 70 de administratori de active, angajându-se să sprijine companiile din portofoliul său să atingă zero emisii nete până în 2060, un obiectiv aliniat cu Acordul de la Paris. Activistii pentru climă și drepturile populațiilor indigene au privit acest angajament cu optimism, dar au subliniat că Vanguard trebuie, de asemenea, să înceteze investițiile în companii implicate în defrișări, extracția combustibililor fosili și degradarea mediului. Ca parte a eforturilor sale de sustenabilitate, Vanguard a emis o serie de declarații menite să abordeze schimbările climatice în cadrul portofoliilor sale și, în general, la nivel global. Cu toate acestea, compania continuă să dețină participații în companii care contribuie la producția de combustibili fosili și la accelerarea schimbărilor climatice, precum ENAP Sipetrol, CPNC și Petroamazonas.
În ceea ce privește drepturile populațiilor indigene, Vanguard a publicat o declarație intitulată "Riscuri sociale și drepturile popoarelor indigene", care include o serie de întrebări adresate companiilor pe această temă. Totuși, Vanguard abordează aceste întrebări din perspectiva protejării culturii indigene, fără a adopta politici concrete pentru protejarea drepturilor acestora sau pentru a asigura respectarea dreptului internațional recunoscut de Consimțământ Liber, Prealabil și În Cunoștință de Cauză (FPIC, din engleză Free, Prior, and Informed Consent), care garantează că populațiile indigene își dau acordul înainte ca proiectele care le afectează teritoriile să fie implementate.
Din punct de vedere financiar, Vanguard deține în prezent cel puțin 86 de miliarde de dolari în investiții în industria cărbunelui, fiind astfel cel mai mare investitor din lume în acest sector. În plus, conform Amazon Watch, compania deține 2,6 miliarde de dolari în datorii și 9,6 miliarde de dolari în acțiuni ale companiilor petroliere care operează în prezent în pădurea amazoniană.

### Evoluția recentă
Bogle s-a pensionat de la Vanguard în 1999, la vârsta de 70 de ani, atingând astfel limita de pensionare obligatorie a companiei, și a fost succedat de John J. ("Jack") Brennan. În februarie 2008, F. William McNabb III a devenit președinte, iar în august 2008 a preluat funcția de CEO. Ambii succesorii ai lui Bogle au extins semnificativ oferta Vanguard dincolo de fondurile mutuale de indici, pe care Bogle le prefera, concentrându-se în special pe fonduri tranzacționate la bursă (ETF-uri) și fonduri administrate activ. Această diversificare a fost în linie cu tendințele emergente ale industriei financiare, care căuta să ofere investitorilor mai multe opțiuni. Unele dintre fondurile administrate activ de Vanguard au fost lansate înainte de pensionarea lui Bogle (de exemplu, fondul de acțiuni în domeniul sănătății, înființat în 1984). Bogle fusese inițial sceptic în privința ETF-urilor, având în vedere că acestea se tranzacționează pe parcursul zilei, similar acțiunilor individuale, în timp ce fondurile mutuale se tranzacționează la un preț unic la sfârșitul zilei. El credea că investitorii cu strategii buy-and-hold ar putea utiliza ETF-urile pentru a urmări indici largi, însă considera că aceste fonduri aveau comisioane mai mari din cauza spread-ului de cumpărare-vânzare și se teme că o asemenea lichiditate ar putea afecta negativ randamentele investitorilor.
În mai 2017, Vanguard a lansat o platformă destinată fondurilor în Regatul Unit, extinzându-și astfel accesibilitatea pentru investitorii internaționali.
În iulie 2017, s-a anunțat că McNabb va fi înlocuit în funcția de CEO de Mortimer J. Buckley⁠(d), directorul de investiții al companiei, începând cu 1 ianuarie 2018. McNabb a rămas în cadrul companiei ca președinte.
În 2020, Vanguard a lansat un consilier digital și a început să construiască o echipă de investiții în China. În octombrie 2020, Vanguard a returnat aproximativ 21 de miliarde de dolari în active gestionate către clienții guvernamentali din China, din cauza preocupărilor legate de conformitatea legală, resursele umane și rentabilitate. Ca răspuns la investițiile sale din China, Financial Times a raportat că grupul nonprofit Coalition for a Prosperous America a criticat Vanguard pentru că „acționează ca un canal prin care dolarii de investiții din SUA sunt redirecționați către companii militare chineze și corporații sancționate din cauza încălcărilor drepturilor omului.”
În februarie 2021, Vanguard a lansat programul său de acțiuni fracționate pentru ETF-uri, permițând investitorilor să investească sume de la 1 dolar. Deținerea de acțiuni fracționate face parte din tendința de micro-investire, o abordare care face investițiile mai accesibile și abordabile, în special pentru cei care nu dispun de fonduri mari sau pentru cei care sunt la început de drum în investiții.
Grupul Vanguard a fost subiectul unor teorii ale conspirației, inclusiv a unor afirmații care susțin că ar face parte dintr-o conspirație globală ce ar fi orchestrate pandemia COVID-19. Unele dintre teoriile conspirației legate de Vanguard au inclus și antisemitism, afirmând în mod fals că CEO-ul Vanguard, Mortimer J. Buckley, de origine irlandez-catolică, ar fi evreu și parte dintr-o cabală evreiască responsabilă de COVID și de o „agendă COVID”.
În noiembrie 2022, Vanguard a lansat fondul Vanguard Super în Australia, un fond de superannuation, parte a sistemului australian de economii pentru pensii, în care angajatorii contribuie periodic, asigurându-le angajaților venituri la pensionare.
Pe 14 mai 2024, Vanguard a anunțat numirea lui Salim Ramji, un veteran de la BlackRock Inc., în funcția de CEO, succedându-l pe Tim Buckley⁠(d). Ramji, primul outsider care va conduce Vanguard, și-a început mandatul pe 8 iulie 2024.

#### Ucraina
Vanguard este unul dintre cei mai mari cinci acționari ai Kernel Holding⁠(d), un lider în sectorul agricol, fiind cel mai mare producător și exportator de cereale din Ucraina. Ca răspuns la războiul ruso-ucrainean, Vanguard a contribuit la cauze umanitare în Ucraina și a implementat sancțiuni economice împotriva Rusiei.